# Arlene Golonka
Arlene Leanore Golonka (Chicago, Illinois, 23 de enero de 1936-Palm Desert,  California, 31 de mayo de 2021) fue una actriz estadounidense, conocida por interpretar a Millie Hutchins en la comedia televisiva The Andy Griffith Show y Millie Swanson en Mayberry RFD, que a menudo interpretaba a rubias excéntricas en personajes secundarios de teatro, cine y televisión.

## Primeros años
Nació en una familia de ascendencia polaca; sus padres fueron Frank Golonka y Elinor Wroblewski.
Trabajó como camarera antes de comenzar a actuar y comenzó su carrera como actriz en su adolescencia, volviéndose profesional en una compañía de acciones de verano. Después de estudiar en el prestigioso Goodman Theatre de Chicago, se dirigió a Nueva York, donde estudió con Lee Strasberg, Sanford Meisner y Uta Hagen.

## Carrera profesional
Fue miembro vitalicio de The Actors Studio, apareció en su primera gran producción, The Night Circus, con Ben Gazzara, en el Teatro Shubert en New Haven, Connecticut el 17 de noviembre de 1958. Después de una prueba de una semana, la obra se trasladó a Broadway el 2 de diciembre de 1958, pero cerró después de solo siete funciones.
A pesar de ese revés, continuó trabajando en otras obras como Take Me Along con Jackie Gleason, Walter Pidgeon y Robert Morse (448 funciones desde finales de 1959 hasta finales de 1960), la primera obra de Broadway de Neil Simon, Come Blow Your Horn, que se emitió 677 funciones desde febrero de 1961 hasta octubre de 1962, y One Flew Over the Cuckoo's Nest, protagonizada por Kirk Douglas, desde noviembre de 1963 hasta enero de 1964. Golonka apareció en otras dos obras de Broadway de 1965 a 1966, y tomó papeles secundarios en películas producidas en Nueva York.
Golonka también apareció en el disco, en un álbum de comedia bien recibido llamado You Don't Have to Be Jewish, en 1965. Cuando llegó el momento de grabar su secuela, Cuando estás enamorado, todo el mundo es judío, ella no estaba disponible, pero animó a su compañera de cuarto, la aspirante a actriz Valerie Harper, a hacer una audición para ocupar su lugar. 
En 1967, Golonka se mudó a Los Ángeles para probar suerte en la televisión. Hizo numerosas apariciones en televisión en series como Car 54, Where Are You?, Superagente 86, Barnaby Jones en el episodio titulado "Bond of Fear" (15/04/1975); La monja voladora, Veo, veo, Esa chica, The Mary Tyler Moore Show, MASH, All in the Family, Cannon, Maude, El show de Andy Griffith, Mayberry RFD, Alice, The Rockford Files, The Streets of San Francisco, One Day at a Time, The San Pedro Beach Bums, Taxi, Murder, She Wrote, The King of Queens, La familia Hogan, Sunset Beat y Matlock, entre otros.
En 1992, Golonka apareció como Sally Nash en el episodio 13 "Fool for Love" en la temporada 5 de la serie de televisión In the Heat of the Night con Carroll O'Connor. En este episodio, interpretó a la otra mujer para un mujeriego Dr. Vance Talbot (interpretado por el actor Robert Ginty) que intenta incriminarla por el asesinato de su esposa antes de asesinar también a Nash. Golonka era un habitual en el dibujo animado El superveloz Buggy Buggy, proporcionando la voz de "Debbie", y tuvo un papel recurrente en la serie de televisión de corta duración Joe & Valerie. Interpretó voces en otras series animadas como The New Yogi Bear Show, Capitol Critters, Yogui y la búsqueda del tesoro y Las nuevas películas de Scooby-Doo.
Golonka tuvo papeles secundarios en unas 30 películas, incluyendo Harvey Middleman, Fireman (1965), Penelope (1966), The Busy Body (1967), Welcome to Hard Times (1967), Hang 'Em High (1968), The Elevator (1974), Aeropuerto 77 (1977), The In-Laws (1979), Amor al primer mordisco (1980), The Last Married Couple in America (1980), My Tutor (1983), The End of Innocence (1990) y Un asunto de familia (2001). Más adelante en su carrera, comenzó a enseñar actuación.

## Vida personal
Golonka se casó con el actor y publicista Larry Delaney. Residió en Palm Desert, California hasta su muerte el 31 de mayo de 2021 a los ochenta y cinco años.